# Gulf Stream
Gulf Stream – miasto w Stanach Zjednoczonych, w stanie Floryda, w hrabstwie Palm Beach.